# ビビアン・バルボ
ビビアン・バルボ（フランス語: Vivian Barbot, 1941年7月7日 - ）は、カナダの教師、またフェミニスト、活動家、ケベック州のケベック連合に所属する政治家。元ケベック女性連合の代表でもあった。
パピノー選挙区選出の元連邦議会議員で、2006年カナダ総選挙ではケベック連合候補者として、カナダ自由党の元内閣 (en) 閣僚だったピエール・ペティグリューを破り当選した。2008年カナダ総選挙では、ジャスティン・トルドーに敗れた。